# NXT TakeOver: Dallas
L'édition Dallas de NXT TakeOver est un Premium Live Event de catch (lutte professionnelle) produit par la World Wrestling Entertainment, une fédération de catch américaine, qui est diffusée et visible en streaming payant sur le WWE Network. Cet événement met en avant les Superstars de NXT, le club-école de la compagnie. L'événement a eu lieu le 1er avril 2016 au Kai Bailey Hutchison Convention Center à Dallas (Texas). Il s'agit de la dixième édition de NXT TakeOver.

## Contexte
Les spectacles de la World Wrestling Entertainment (WWE) sont constitués de matchs aux résultats prédéterminés par les scénaristes de la WWE. Ces rencontres sont justifiées par des storylines – une rivalité avec un catcheur, la plupart du temps – ou par des qualifications survenues dans les shows de la WWE telles que Raw, SmackDown et NXT. Tous les catcheurs possèdent une gimmick, c'est-à-dire qu'ils incarnent un personnage gentil (Face) ou méchant (Heel), qui évolue au fil des rencontres. Un événement comme Dallas est donc un événement tournant pour les différentes storylines en cours,.

## Tableau des matchs

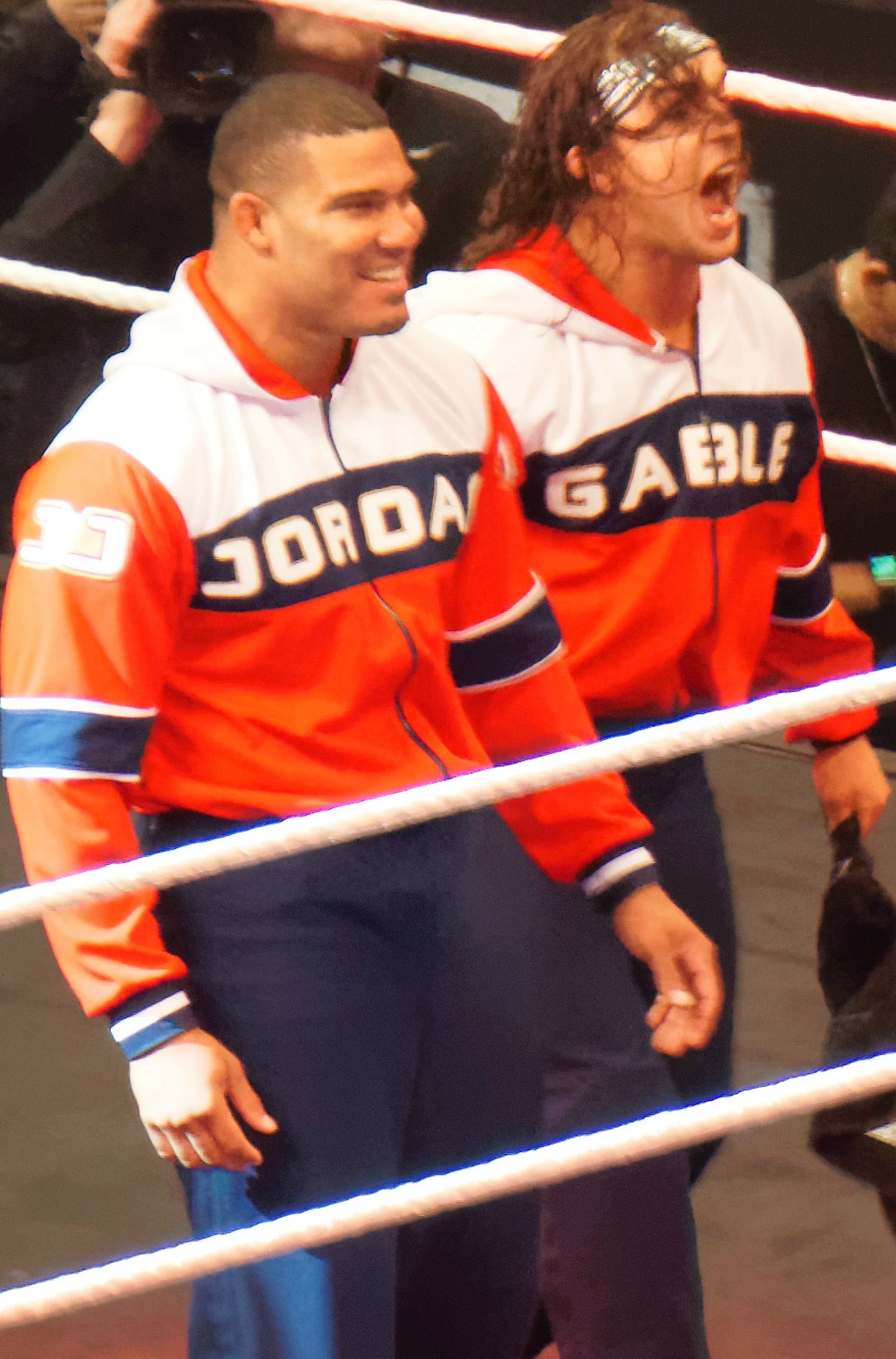
American Alpha, NXT Takeover Dallas, 2016.

| Ordre par numéros                                                                         | Résultat                                                                                          | Stipulation(s)                                    | Temps |
| ----------------------------------------------------------------------------------------- | ------------------------------------------------------------------------------------------------- | ------------------------------------------------- | ----- |
| 1                                                                                         | Austin Aries bat Baron Corbin                                                                     | Match simple                                      | 11:42 |
| 2                                                                                         | Shinsuke Nakamura bat Sami Zayn                                                                   | Match simple                                      | 20:07 |
| 3                                                                                         | American Alpha (Chad Gable et Jason Jordan) battent The Revival (Dash Wilder et Scott Dawson) (c) | Tag Team match pour les NXT Tag Team Championship | 15:12 |
| 4                                                                                         | Asuka bat Bayley (c) par K.O                                                                      | Match simple pour le NXT Women's Championship     | 15:23 |
| 5                                                                                         | Finn Bálor (c) bat Samoa Joe                                                                      | Match simple pour le NXT Championship             | 16:22 |
| La lettre C placée entre parenthèses désigne la personne ou l’équipe championne en titre. |                                                                                                   |                                                   |       |